# TsNIRTI
TsNIRTI (Institut A.I. Berg) est un centre de recherche et de production spécialisé dans le développement d'équipements électroniques essentiellement militaires. Il joue un rôle central dans le développement de la charge utile des satellites d'écoute électronique. Son siège est à Moscou.  

## Historique
Le 4 juillet 1943, à l'initiative du chercheur Axel Ivanovitch Berg, l'institut de recherche VNII-108 est créé par Staline pour mener des travaux de recherche sur le radar et combler le retard pris sur d'autres pays dans ce domaine crucial pour le conflit en cours. Au cours des décennies suivantes l'institut devient le centre de recherche de référence pour les technologies tournant autour du radar, des dispositifs de brouillage, de la propagation des ondes radio, etc. Peu après le lancement du premier satellite artificiel, l'institut prend en charge le développement de la charge utile des premiers satellites d'écoute électronique, les Tselina.   

## Production
Les principales productions de l'entreprise sont : 
- Circuits électroniques à couche mince ou épaisse, circuits monolithiques, hybrides
- Équipement de guerre électronique et contre-mesures embarqués à bord d'avions
- Systèmes d'écoute électronique embarqué à bord des satellites Pion-NKS, Lotos, Tselina.
- Chambres anéchoïques.